# Nattakam
Nattakam es una ciudad censal situada en el distrito de Kottayam en el estado de Kerala (India). Su población es de 38599 habitantes (2011). Se encuentra a 4 km de Kottayam y a 75 km de Cochin.

## Demografía
Según el censo de 2011 la población de Nattakam era de 38599 habitantes, de los cuales 18800 eran hombres y 19799 eran mujeres. Nattakam tiene una tasa media de alfabetización del 97,97%, superior a la media estatal del 94%: la alfabetización masculina es del 98,58%, y la alfabetización femenina del 97,38%.